# Valerij Korzun
Valerij Grigorjevič Korzun, rusky Валерий Григорьевич Корзун, (* 3. května 1953 Krasnyj Sulin, Rostovská oblast, SSSR – nyní Rusko) je bývalý ruský kosmonaut z letů Sojuzů i raketoplánu, který strávil na orbitálních stanicích Mir a ISS přes rok svého života.

## Život

### Mládí a výcvik
Valerij Korzun se narodil v městě Krasnyj Sulin v Rostovské oblasti, je ruské národnosti.
V rodném městě ukončil střední školu (Krasnosulinskaja srednjaja škola No 2) v roce 1970 a nastoupil do armády. Vojenským pilotem se stal roku 1974 po absolvování příslušné školy (Kačinskoje vysšeje vojenno aviacionnoje učilišče im. A.F. Mjasnikova). V letech 1984 – 1985 absolvoval velitelskou vojenskou školu Krasnoznamennaja vojenno-vozdušnaja akademija im. J.A. Gagarina, Monino.
Od roku 1987 byl ve výcvikovém středisku kosmonautů Centr podgotovki kosmonavtov im. J. A. Gagarina ve Hvězdném městečku. Po 9 letech letěl do vesmíru.

### Rodina, osobní život
Je ženatý, jeho manželkou je Jelena Ivanovna, rozená Nazinaja. Spolu mají od roku 1979 chlapce Nikitu.

## Lety do vesmíru
První let absolvoval v létě roku 1996 (bylo mu 43 let) na palubě ruské kosmické lodě Sojuz TM-24. Spolu s ním letěli Alexandr Kaleri a Claudie André-Deshaysová z Francie. Loď byla katalogizována v COSPAR jako 1996-047A. Startovali z Bajkonuru a dva dny poté se připojili ke stanici Mir, kde již pracovala předchozí expedice ve složení Jurij Onufrijenko, Jurij Usačov a Shannon Lucidová z USA. Celá šestice zde působila 14 dní. Během této doby byly u Miru připojeny dvě kosmické lodě Sojuz. Dne 2. září 1996 ve starší kosmické lodi Sojuz TM-23 odletěli na Zem členové 21. základní posádky, tedy Onufrenko, Usačov a vzali s sebou i André-Deshaysovou. Přistáli na území Kazachstánu. Korzun, Kaleri a Lucidová se stali 22. stálou posádkou Miru. Deset dní poté, dne 19. září 1996, se k Miru připojil raketoplán Atlantis (mise STS-79) a v něm přiletěla šestice dalších astronautů. V Miru jich pracovalo několik dní najednou devět. Po pěti dnech raketoplán odletěl, s ním Lucidová, kterou v základní posádce vystřídal John Blaha. V listopadu se k lodi připojila nákladní loď Progress M-33 a v lednu raketoplán Atlantis STS-81. Dne 12. února 1997 se k lodi připojila loď s novou základní posádkou, Sojuz TM-25. V lodi přiletěli Vasilij Ciblijev, Alexandr Lazutkin a Reinhold Ewald z Německa a několik dní pracovaly obě posádky spolu. Dne 2. března pak Sojuz TM-24 s Korzunem, Kalerim na Ewaldem odstartovali na cestu domů, přistáli na území Kazachstánu.
Podruhé do kosmu letěl po šesti letech. Bylo to na počátku léta 2002 na palubě amerického raketoplánu Endeavour. S ním letělo na mezinárodní kosmickou stanici ISS dalších šest astronautů – Američané Kenneth Cockrell, Paul Lockhart, Peggy Whitsonová, Franklin Chang-Diaz, Francouz Philippe Perrin a Rus Sergej Treščov. Na ISS proběhla výměna základních posádek, Korzun zde zůstal sloužit půl roku jako člen Expedice 5 spolu s Treščovem a Whitsonovou. Během této doby se u stanice vystřídala řada nákladních lodí (Progressy M46 a M19) i raketoplánů STS-112 a STS-113, byla také vyměněna záchranná loď Sojuz. Dne 7. prosince 2002 stará obsluha stanice odletěla na Zemi a s ní i Korzin. Přistáli na Floridě. Na ISS zůstala Expedice 6.

### Sumarizace
Je registrován jako 351. člověk ve vesmíru s 381 dny strávenými v kosmu. Absolvoval čtyři výstupy do volného vesmíru (EVA), při nichž strávil 22 hodiny ve skafandru vně stanic.
- Sojuz TM-24, Mir, Sojuz TM-24 (17. srpna 1996 – 2. března 1997)
- Endeavour STS-111, ISS, Endeavour STS-113 (5. června 2002 – 7. prosince 2002)